# Quận Lake, Montana
Quận Lake là một quận thuộc tiểu bang Montana, Hoa Kỳ. Quận lỵ đóng ở , Montana6. Quận được đặt tên theo. Dân số theo điều tra năm 2000 của Cục điều tra dân số Hoa Kỳ là người.

## Địa lý
Theo Cục điều tra dân số Hoa Kỳ, quận này có diện tích km2, trong đó có km2 là diện tích mặt nước.

## Thông tin nhân khẩu
Theo điều tra dân số 2 năm 2000, quận này đã có dân số 26.507 người, 10.192 hộ gia đình, và 7.215 gia đình sống trong quận hạt. Mật độ dân số là 18 người trên một dặm vuông (7/km ²). Có 13.605 đơn vị nhà ở với mật độ trung bình là 9 trên một dặm vuông (4/km ²). Thành phần chủng tộc của cư dân sinh sống trong quận gồm 71,38% người da trắng, 0,12% da đen hay Mỹ gốc Phi, 23,79% người Mỹ bản xứ, 0,30% châu Á, Thái Bình Dương 0,04%, 0,67% từ các chủng tộc khác, và 3,70% từ hai hoặc nhiều chủng tộc. 2,52% dân số là người Hispanic hay Latino thuộc một chủng tộc nào. 19,7% là người gốc Đức, Ailen 8,8%, 7,8% tiếng Anh, Na Uy 5,4% và 5,4% gốc Mỹ theo điều tra dân số năm 2000. 94,3% nói tiếng Anh, 1,6% và 1,2% Salish Tây Ban Nha là ngôn ngữ đầu tiên của họ.
Có 10.192 hộ, trong đó 33,00% có trẻ em dưới 18 tuổi sống chung với họ, 54,80% là đôi vợ chồng sống với nhau, 11,50% có nữ hộ và không có chồng, và 29,20% là không lập gia đình. 24,50% hộ gia đình đã được tạo ra từ các cá nhân và 9,90% có người sống một mình65 tuổi hoặc cao hơn. Cỡ hộ trung bình là 2,54 và cỡ gia đình trung bình là 3.02.
Trong quận cơ cấu độ tuổi dân cư được trải ra với 28,10% dưới độ tuổi 18, 8,00% 18-24, 24,50% 25-44, 24,90% từ 45 đến 64, và 14,50% từ 65 tuổi trở lên người. Độ tuổi trung bình là 38 năm. Đối với mỗi 100 nữ có 96,70 nam giới. Đối với mỗi 100 nữ 18 tuổi trở lên, đã có 93,10 nam giới.
Thu nhập trung bình cho một hộ gia đình trong quận đạt mức USD 28.740, và thu nhập trung bình cho một gia đình là USD 34.033. Phái nam có thu nhập trung bình USD 27.009 so với 19.162 USD đối với phái nữ. Thu nhập bình quân đầu người là 15.173 USD. Có 14,00% của các gia đình và 18,70% dân số sống dưới mức nghèo khổ, bao gồm 24,20% những người dưới 18 tuổi và 8,30% của những người 65 tuổi hoặc cao hơn.